# Contre-fossé
Un « contre-fossé » ou « contre-canal » est un ouvrage d'art (fossé ou petit canal) construit parallèlement à un canal. 

## Origine
Il peut avoir pour origine le vide laissé par l'utilisation de terre montée en digue lors de la construction du canal.  Il s'agit parfois localement de l'ancien cours d'eau. 
Fonction : souvent situé à un niveau différent de celui du canal ; plus haut, ou plus bas. Dans ce dernier cas il a pour rôle de « drainer les eaux diffusant à travers les digues » selon le glossaire de VNF. Ces eaux sont généralement pompées et réinjectées dans le canal. 
Écoulements : l'eau du contre-fossé peut couler dans le même sens que celle du canal, ou dans le sens contraire, selon sa pente.